# Pablo Lorenzini
Pablo Lorenzini Basso (Molina, 25 de octubre de 1949-29 de junio de 2025) fue un político e ingeniero comercial chileno. Fue diputado demócrata cristiano que representó al distrito N.° 17 desde 2018 hasta 2022. Anteriormente, ejerció como diputado por el distrito N.° 38 (1998-2018) y presidente de la Cámara de Diputados (2004-2005).
A fines de abril de 2020 renunció a la Democracia Cristiana (DC) tras más de treinta años de militancia en dicho partido.

## Biografía

### Primeros años de vida
Era hijo del exdiputado Emilio Lorenzini y de su esposa Leticia Basso B. Realizó sus estudios primarios en el año 1952 en el Instituto San Martín de Curicó y finalizó en 1963. Continuó los secundarios en el Instituto Alonso de Ercilla y en el Colegio San Ignacio de Santiago, de donde egresó en 1967.
Al año siguiente ingresó a la Universidad de Chile, donde se tituló de ingeniero comercial con mención en economía en 1972. Además, estudió auditoría en la Facultad de Ciencias Económicas de la misma universidad, donde egresó como contador auditor. En 1976 realizó un diplomado en comercio exterior y una licenciatura en economía en la Universidad de Barcelona.
En 1984 obtuvo un doctorado en Economía por la Universidad de Barcelona. Su tesis se tituló: El Proceso inflacionario en la información financiero-contable: una aproximación a la corrección monetaria integral.

### Vida pública
En el ámbito laboral, su trayectoria ha sido la siguiente: entre 1972 y 1978, fue gerente de Auditoría y Consultoría de la empresa Peat Marwick en Barcelona, España. Al año siguiente y hasta 1981, fue gerente de Auditoría de Price Waterhouse. Entre 1982 y 1985, asumió la gerencia de Finanzas y Administración de Chilectra y más tarde, fue director de Chilectra Generación. En 1986, asumió como gerente de Finanzas y Administración y subgerente General de Colbún S.A. Ese mismo año y hasta 1991, trabajó en la empresa Price Waterhouse, tanto en Chile como en Ecuador, donde fue socio delegado de Consultoría y Auditoría. Al año siguiente asumió como director de Finanzas y Administración de Raycass, empresa subsidiaria de Sara Lee Estados Unidos.
Entre 1993 y 1995, fue gerente general de Senexco Constructora. Ese mismo año y hasta 1998, ingresó a la Empresa Metropolitana de Obras Sanitarias Emos S.A. como contralor y posteriormente, como director. Por otra parte, cabe señalar que presidió el directorio de la Empresa Eléctrica de Aysén (Edelaysen).
Ejerció la docencia universitaria en la cátedra de Economía, Finanzas y Auditoría en la Universidad Diego Portales y en la Universidad Mayor, ambas de Santiago de Chile.
Entre 1981 a 1982, presidió la sede chilena del Instituto de Auditores Internos de Estados Unidos.
A principios del 2009, estuvo alejado de labores parlamentarias afectado de una dolencia cardíaca.
Estuvo casado con Verónica Aracena Robert con quien tuvo dos hijos, Daniel y Sebastián.
Fue miembro del Colegio de Ingenieros de Chile, del Ilustre Colegio de Economistas de Barcelona, de la Asociación de Diplomados en Estudios Empresariales de Madrid y del Instituto de Auditores Internos de Estados Unidos.

### Trayectoria política
Su trayectoria política comenzó en su época universitaria como miembro de la Federación de Estudiantes de la Universidad de Chile (FECH). En 1970, decidió congelar sus estudios de economía para iniciar una marcha a caballo junto a su padre, Emilio Lorenzini, desde Punta Arenas a Santiago. Llegó el 9 de septiembre del mismo año al Palacio Cousiño, donde se realizaba la ceremonia de cierre de la campaña presidencial del candidato de la Democracia Cristiana, Radomiro Tomic.
Se inició en política al ingresar al Partido Demócrata Cristiano (DC). En dicha colectividad, ocupó el cargo de delegado a la Junta Nacional, entre 1992 y 1997, fecha en que asumió como consejero nacional.
Entre 1999 a 2001 fue vicepresidente y más tarde asumió la presidencia en la Región del Maule en 2004.
El 31 de marzo de 2020 presentó su renuncia al Partido Demócrata Cristiano (DC), luego de cuarenta y cinco años de militancia.

### Fallecimiento
Falleció la noche del 29 de junio de 2025 a los 75 años tras enfrentar un cáncer terminal.

## Controversias
En febrero de 2015 y tras la presentación del proyecto de despenalización del aborto en tres causales, Lorenzini dio una entrevista a Sonar FM en donde mostró sus reparos a la causal de violación debido a la, según él, falta de parámetros para establecerla.

«¿Qué es violación? Producto de algo que no quiso. Hay miles de casos de mujeres que tienen relaciones porque, a lo mejor, tomaron un traguito de más o estaban apenadas, o por las circunstancias que pasan en la vida, que el hombre es muy hábil y las convenció y ella no quería, en ese caso ¿es violación también? o ¿tiene que ser con daño físico?, entramos un poco en la casuística.»
Pablo Lorenzini

Esto generó indignación en varios sectores de la sociedad que acusaron machismo por parte del diputado. Dirigentes y el grupo de Mujeres del propio Partido Demócrata Cristiano calificaron las declaraciones de «inadecuadas y agraviantes». La ministra (S) del Servicio Nacional de la Mujer, Gloria Maira, dijo que «no se puede poner en duda la palabra de las mujeres».
Ante esto, Lorenzini pidió disculpas, señalando que su frase fue una estupidez. 

«La tontera que hice, la estupidez que hice, pedir disculpas a los que puedan sentirse afectados, porque eso no representa lo que yo siento, ni lo que mi partido siente.»
Pablo Lorenzini

## Historial electoral
| Año  | Tipo           | Territorio    | Pacto                          | Partido | Votos  | %     | Resultado |
| ---- | -------------- | ------------- | ------------------------------ | ------- | ------ | ----- | --------- |
| 1997 | Parlamentarias | Distrito 38   | Concertación por la Democracia | PDC     | 16 276 | 25,11 | Diputado  |
| 2001 | Parlamentarias | Distrito 38   | Concertación por la Democracia | PDC     | 21 771 | 32,39 | Diputado  |
| 2005 | Parlamentarias | Distrito 38   | Concertación por la Democracia | PDC     | 27 268 | 36,88 | Diputado  |
| 2009 | Parlamentarias | Distrito 38   | Concertación y Juntos Podemos  | PDC     | 27 268 | 36,88 | Diputado  |
| 2013 | Parlamentarias | Distrito 38   | Nueva Mayoría                  | PDC     | 28 854 | 40,57 | Diputado  |
| 2017 | Parlamentarias | 17.º distrito | Convergencia Democrática       | PDC     | 19 910 | 8.2   | Diputado  |